# Verena Neumann
Pour les articles homonymes, voir Neumann.
Verena Neumann née le 3 novembre 2000, est une joueuse allemande de hockey sur gazon.

## Carrière
Elle a fait ses débuts en équipe première le 23 mars 2022 contre l'Espagne à Düsseldorf lors de la Ligue professionnelle 2021-2022.

## Palmarès
- : 2e à la Coupe du monde U21 en 2022.